# Встраиваемый SQL
Встраиваемый SQL (англ. embedded SQL, в контексте конкретной программы — встроенный SQL) — расширение какого-либо базового языка программирования, позволяющее встраивать команды языка структурированных запросов SQL непосредственно в текст программы. Для подготовки программы на базовом языке как правило используется специализированный препроцессор; в ряде систем (например, LINQ) средства встраивания SQL интегрированы в среду языка.
Обычно препроцессоры для встраиваемого SQL разрабатываются в рамках конкретной СУБД, например, для Altibase — препроцессор APRE для Си и Си++; препроцессор gpre для Firebird поддерживает кроме Си и Си++ также Паскаль, Аду, Кобол и Фортран; в состав PostgreSQL входит препроцессор ecpg для Си.
В коммерческих СУБД имеется тенденция к снятию с поддержки препроцессоров встроенного SQL, так, в DB2 для версии 9 поддерживались Си, Си++ и Кобол, а ранее реализованная прекомпиляция для Фортрана и REXX указана как «устаревшая»; в Microsoft SQL Server, начинания с версии 2008 года, снят с поддержки ранее разработанный встроенный SQL для Си; в Oracle Database, начиная с версии 7.3, не выпускается препроцессор Pro*Ada (для Ады), с версии 8 не выпускаются Pro*Pascal и Pro*PL/I, с той же версии не обновляется Pro*Fortran, в то же время продолжен выпуск Pro*C/C++ и Pro*COBOL. В продуктах линейки Sybase от SAP поддерживается встроенный SQL для Си и Кобола для Adaptive Server Enterprise, для Си и Си++ для SQL Anywhere и Sybase IQ.
Для Java разработан стандарт SQLJ, обеспечивающий общие синтаксические средства, поддерживаемые в Oracle Database, DB2, Informix и рядом других СУБД.